# Garu, Ghana

Garu är en ort i nordöstra Ghana. Den är huvudort för distriktet Garu-Tempane, och folkmängden uppgick till 6 265 invånare vid folkräkningen 2010.